# Franz Armand Buhl
Franz Armand Buhl, född 2 augusti 1837 i Ettlingen, Baden, död 5 mars 1896 i Deidesheim, Pfalz, var en tysk politiker. Han var son till Franz Peter Buhl och far till Franz Eberhard Buhl.
Buhl blev vid Heidelbergs universitet filosofie doktor och ägnade sig därefter åt skötseln av sina vingårdar i Pfalz. Han var 1871–93 ledamot av tyska riksdagen, där han tillhörde Tyska nationalliberala partiet, och 1887–90 var han riksdagens förste vicepresident. År 1881 genomdrev han införandet av tull på utländska druvor och antagandet av en lag mot vinförfalskning. Han hade även betydande andel i lagarna om sjuk- och olycksfallsförsäkring samt invaliditets- och ålderdomsförsäkring för arbetarna.